# Rozalia Zemljatjka

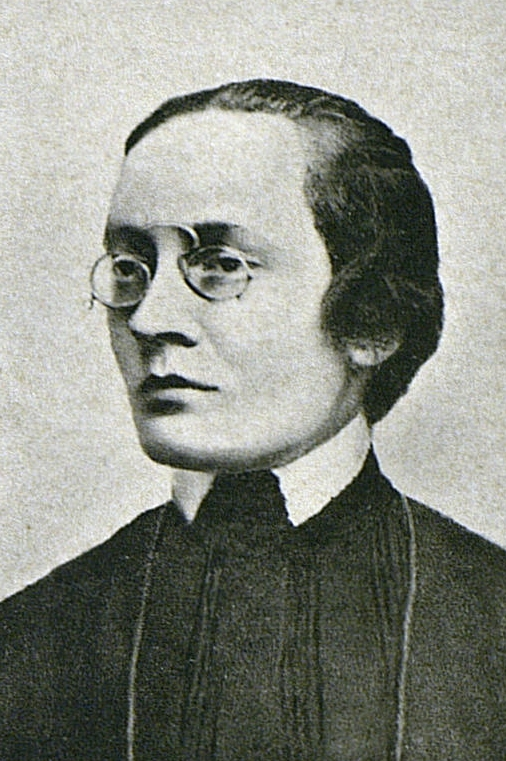
Fotografi av Rozalia Zemljatjka, från 1900-talets början, när hon var agent för tidningen Iskra.

Rozalia Samojlovna Zemljatjka (ryska: Роза́лия Само́йловна Земля́чка), född Zalkind, född 1 april (20 mars g.s.) 1876 i Mogiljov (Mahiljoŭ) i Kejsardömet Ryssland, död 21 januari 1947, var en rysk revolutionär, sovjetisk politiker och högt uppsatt i det sovjetiska kommunistpartiet samt vice ordförande i Folkkommissariernas råd mellan 1939 och 1943. Hon var sedan slutet av 1800-talet en radikal politiker och deltog i den ryska revolutionen 1905 och oktoberrevolutionen 1917. För eftervärlden har hon inte minst förknippats med sin inblandning i den röda terrorn på Krim 1920–1921 riktad mot Pjotr Wrangel och dennes vita armé, våld som även riktades mot civila.
Likt många andra ryska kommunister (som Vladimir Lenin, Josef Stalin och Lev Trotskij) tog hon sig en pseudonym för att väcka vissa associationer. Valet av namn föll på Zemljatjka (ryska: землячка, ungefär 'landsmaninna"), varför hon är känd som Rozalia Zemljatjka och inte Rozalia Zalkind, som var hennes födelsenamn.

## Biografi

### Tidiga år och revolutionär aktivitet
Rozalia Zemljatjka föddes 1876 i Mogiljov i Kejsardömet Ryssland (Mahiljoŭ i dagens Belarus), i en rik familj av judisk härkomst, där fadern Samuil Zalkind var köpman. Familjen flyttade senare till Kiev, där Zemljatjka växte upp och studerade. Först läste hon vid Kievs flickgymnasium (första gymnasiet för kvinnor i Ryska kejsardömet) och senare vid medicinska fakulteten på universitetet i Lyon, där hon studerade till att bli läkare. Det var under hennes studier i Lyon som intresset för radikala idéer väcktes på allvar, när hon läste en av Lenins skrifter "Vilka är 'folkets vänner...'?". Efter att ha läst Lenins skrift så anslöt sig Zemljatjka 1894, vid arton års ålder, anslöt sig till Kievs lokala socialdemokratiska organisation.
Två år senare, 1896, gick hon med i det ryska socialdemokratiska arbetarepartiet där hon arbetade med att ge ut den revolutionära (och förbjudna) tidningen Iskra ("gnista" på ryska). Eftersom den socialdemokratiska rörelsen var underjordisk använde hon sig av olika pseudonymer. Hon var mest känd som "Demon", men använde även synonymer som "Osipov", "Valeria" eller "tant Anja".  

#### Förvisad till Sibirien och revolutionär agent
På grund av sitt revolutionära samröre så arresterades hon vid ett flertal tillfällen. Hon arresterades 1899, ett straff som sedan omvandlades till förvisning till Sibirien. I exilen i Sibirien träffade hon sin första man, Sjmul Sjmulevitj Berlin. De gifte sig 1901, men bara drygt ett år senare blev Berlin skjuten i Vercholensk, Irkutsk Oblast.
Zemljatjka tog sig från Sibirien under 1901 tillbaka västerut, för att arbeta som tidningen Iskras agent i Odessa och Jekaterinoslav (dagens Dnipro). Tidningen Iskra hade grundats året före av Lenin som en tidning för det ryska socialdemokratiska partiet. Från Odessa skickades hon utomlands till Tyskland för att rapportera om maktkampen gällande vilken fraktion i partiet som skulle ha kontrollen över tidningen. Det är ungefär vid den här tidpunkten - olika källor uppger lite olika tider, men förmodligen 1901 - som hon för första gången träffar Lenin, i München. 1903 valdes hon in i det socialdemokratiska arbetarepartiets centralkommitté och året därpå blev hon en del av den fraktion inom partiet som så småningom skulle utgöra bolsjevikerna. Efter sin återkomst från München stannade hon en tid i Jekaterinoslav, men tvingades på nytt utomlands då staden inte var säker och hon riskerade att arresteras på nytt.
1905 återvände hon till Ryssland och Moskva, där hon blev sekreterare för det socialdemokratiska partiets Moskva-kommitté. Som en del av den lokala partiledningen var hon också med i partiets stridscell. På plats i Moskva befann hon sig i händelsernas centrum för det väpnade uppror som bröt ut i staden i december. Upproret var en del  av den ryska revolutionen 1905. Under upproret lärde hon sig militära färdigheter som hon senare skulle komma att använda under inbördeskriget.
Under 1905 agerade hon  även som agent för bolsjevikerna i Uralbergen. När hon kom dit och såg tillståndet för den socialdemokratiska organisationen blev hon bedrövad. Till Nadezjda Krupskaja skrev hon: "Här har jag funnit saker i ett hemskt skick. Partiorganisationen har helt rasat samman och i diverse städer finner man olika kommittélösa grupper."
Runt 1909 gick Zemljatjka i exil, men återvände 1914 till Ryssland. Samma år organiserade hon och Iosif Dzjugasjvili (senare känd som Josef Stalin) en omfattande strejk i landets oljecentrum, Baku. Hon var mellan 1915 och 1916 en del av politbyrån i det socialdemokratiska partiets Moskva-avdelning, för att 1917 avancera till partisekreterare i staden. I samband oktoberrevolutionen 1917 använde hon sina militära erfarenheter från revolutionen 1905 till att leda trupper i det väpnade upproret i Moskva. När bolsjevikerna hade tagit makten blev hon vid ett flertal tillfällen invald i kommunistpartiets centralkommitté och partiets centrala kontrollkommission.

### Inbördeskriget och röd terror

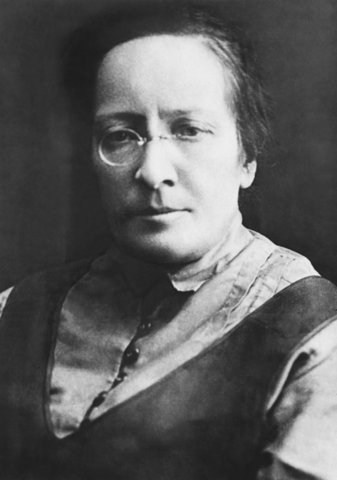
Fotografi av Rozalia Zemljatjka, från 1930- eller 40-talet.

Efter den bolsjevikiska oktoberrevolutionen 1917 splittrades Ryssland i framför allt en kommunistisk (röd) och en antikommunistisk (vit) sida. Det ryska inbördeskriget var ett faktum. I samband med detta utsågs Zemljatjka 1918 till krigskommissarie (vojenkom) för en brigad, för att sedan bli chef för den politiska avdelningen (politotdel) i Röda arméns åttonde armé och senare i den trettonde armén. Arméernas politiska avdelningar eller kommissariat skulle bl.a. se till att soldaterna följde kommunistpartiets politiska åskådning och upprätthålla det "politisk-moraliska tillståndet". Den åttonde och trettonde armén var aktiva på den södra fronten i Ukraina under inbördeskriget och under april 1919 var hon inblandad i striden om Luhansk.
Zemljatjka var från början en stark förespråkare för vad som eftervärlden har kallat "den röda terrorn". Hon förespråkade utrotningen av "klassfiender" och deltog i de tidiga avrättningarna i Moskva. Hennes hårda attityd väckte uppseende även bland andra hårdnackade kommunister, t.ex. Felix Dzerzjinskij, grundare till Tjekan (sedermera NKVD och KGB).

#### Röd terror på Krim
I november 1920 hade Pjotr Wrangels vita armé besegrats vid Perekopnäset och Wrangel hade lämnat Krim med den större delen av sin armé och gått i exil. Kvar fanns dock tiotusentals soldater som inte ville lämna sitt hemland. Dessutom hade Michail Frunze spridit flygblad som lovade att de som erkände den röda sidan som segrare skulle antingen få leva kvar på Krim utan påföljder, eller gå i exil om de hellre föredrog det.
I samband med att Wrangel lämnade Krim kom Zemljatjka dit för att agera sekreterare i Krims regionala kommitté för kommunistpartiet (obkom). Tillsammans med den ungerske kommunisten Béla Kun och Georgij Pjatakov tillhörde Zemljatjka halvöns politiska ledning. För att fira segern över den vita armén bjöd de in Lev Trotskij som var krigskommissarie (krigsminister) och ledde den röda armén. Han lär dock ha svarat: "Jag kommer till Krim först när det inte finns en enda vitgardist kvar där". Likaså ska Tjekans ledare Dzerzjinskij ha beordrat Tjekans särskilda avdelning att: "Vidta alla åtgärder för att se till att inte en enda vitgardist tar sig från Krim till fastlandet".
Zemljatjka och hennes kompanjoner tolkade Trotskij och Dzerzjinskij ordagrant. Utrotningen av de vita - och alla som kunde klassificeras som "klassfiender" - började med att det gick ut en order om att alla tidigare soldater i den tsarryska och vita armén var tvungna att registrera sig med namn, titel och adress. De som inte registrerade sig skulle enligt ordern arkebuseras.
Uppgifterna om antalet avrättade och mördade på Krim under den röda terrorn varierar från 52 000 mördade enligt sovjetisk statistik, upp till 120 000 mördade enligt nutida uppskattningar. Osäkerheten kring siffrorna är dock fortfarande stor. Något som är säkert är att terrorn drabbade hela samhället: såväl soldater som civila mördades utan större urskiljning. För att förstå sammanhanget kan man se på ett uttalande som Lenin gjorde i december 1920: "Just nu finns det 300 000 borgerliga på Krim. De är en källa till framtida spekulation, spioneri och diverse hjälp åt kapitalisterna". Detta ger en inblick i den dåvarande bolsjevikiska tankevärlden. Vem som helst kunde räknas som "borgerlig", "kontrarevolutionär" eller "klassfiende" och kunde därmed också avrättas.
En berättelse från Zemljatjkas tid på Krim handlar om hennes inställning till en grupp med krigsfångar från den vita sidan. När dessa skulle avrättas lär Zemljatjka ha uttryckt: "Det är synd att slösa patroner på dem, dränk dem i havet." Varpå de vita fångarna skulle ha dragits ombord på en pråm med tunga föremål runt fötterna och sedan slängts i havet där de drunknade stående.
Zemljatjkas och Kuns tid på Krim avslutades med ett telegram från ledningen i Moskva som kallade hem dem, sannolikt efter de att deras hårda och blodiga regim på Krim väckt reaktioner hos kommunistpartiets högsta ledning.
Det ska noteras att de konkreta omständigheterna gällande vad som skedde på Krim från november 1920 till januari 1921 är omdiskuterade. Många av uppgifterna och berättelserna kring händelserna bygger på Sergej Melgunovs bok "Den röda terrorn i Ryssland" som han publicerade i exil 1923. Boken har kritiserats för att bygga på rykten snarare än förstahandskällor i form av dokument och verifierad information. Exempelvis har det inte gått att verifiera uppgifter om att det i tidningen "Izvestija vremennogo Sevastopolskogo revkoma" skulle ha publicerats listor på de som avrättades.

### Efter inbördeskriget
Samma år, 1921, som Zemljatjka återvände till Moskva från Krim, så tilldelades hon som första kvinna den röda fanans orden. Mellan 1921 och 1924 var hon sekreterare i Zamoskvoretskijs lokala partikommitté (rajkom) i centrala Moskva. Därefter ledde hon diverse lokala och regionala partiavdelningar i t.ex. Perms guvernement. Hon arbetade även inom jordbrukskommissariatet, m.m.
En anmärkningsvärd bedrift som Zemljatjka lyckades med var att överleva Stalins utrensningar under slutet av 1930-talet. Som en gammal bolsjevik som hade varit med länge kan man tänka sig att Stalin skulle ha sett henne som en potentiell fiende. Sannolikt fanns det i kommunistpartiet och hos Stalin en rädsla för Zemljatjka med tanke på hennes del i massmorden på Krim, vilket gjorde att hon kunde undslippa utrensningarna. Något som tyder på det här är att hon 1939, mitt under utrensningarna, snarare än att bli avrättad i stället blev vice ordförande i folkkommissariernas råd. Folkkommissariernas råd var Sovjetunionens regering, vilket innebar att Zemljatjka i praktiken var "vice premiärminister".
Några år senare, 1943, blev hon vice ordförande i kommunistpartiets kontrollkommission för centralkommittén, även det en prestigefylld roll. På ålderns höst författade hon även en bok om sin stora idol Lenin, som fick namnet "Minnen av Vladimir Ilitj Lenin". 
Den 21 januari 1947 avled Zemljatjka. Hon kremerades och hennes aska ligger tillsammans med andra kommunistledare i muren i Kreml i Moskva.